# Carel Fabritius

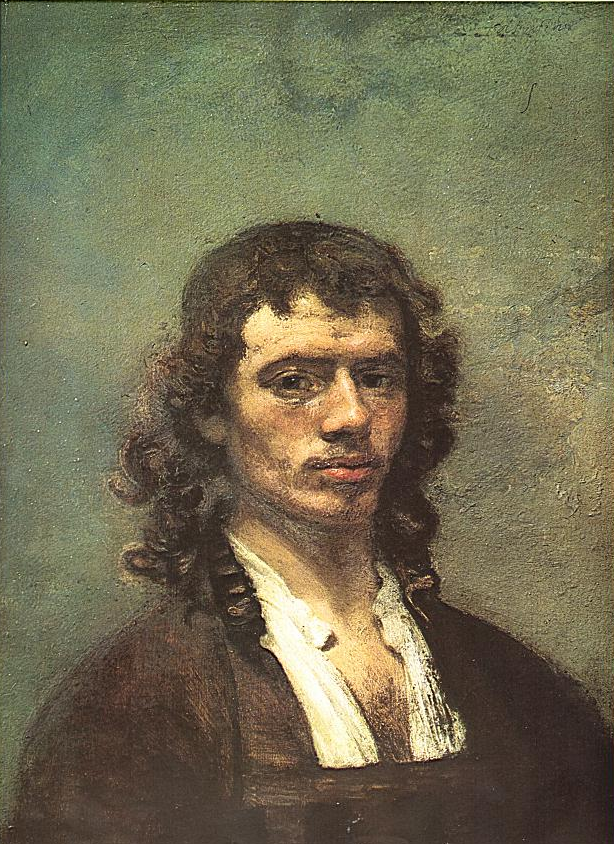
Självporträtt av Carel Fabritius.

Carel Fabritius, född 27 februari 1622, död 12 oktober 1654, var en nederländsk konstnär.

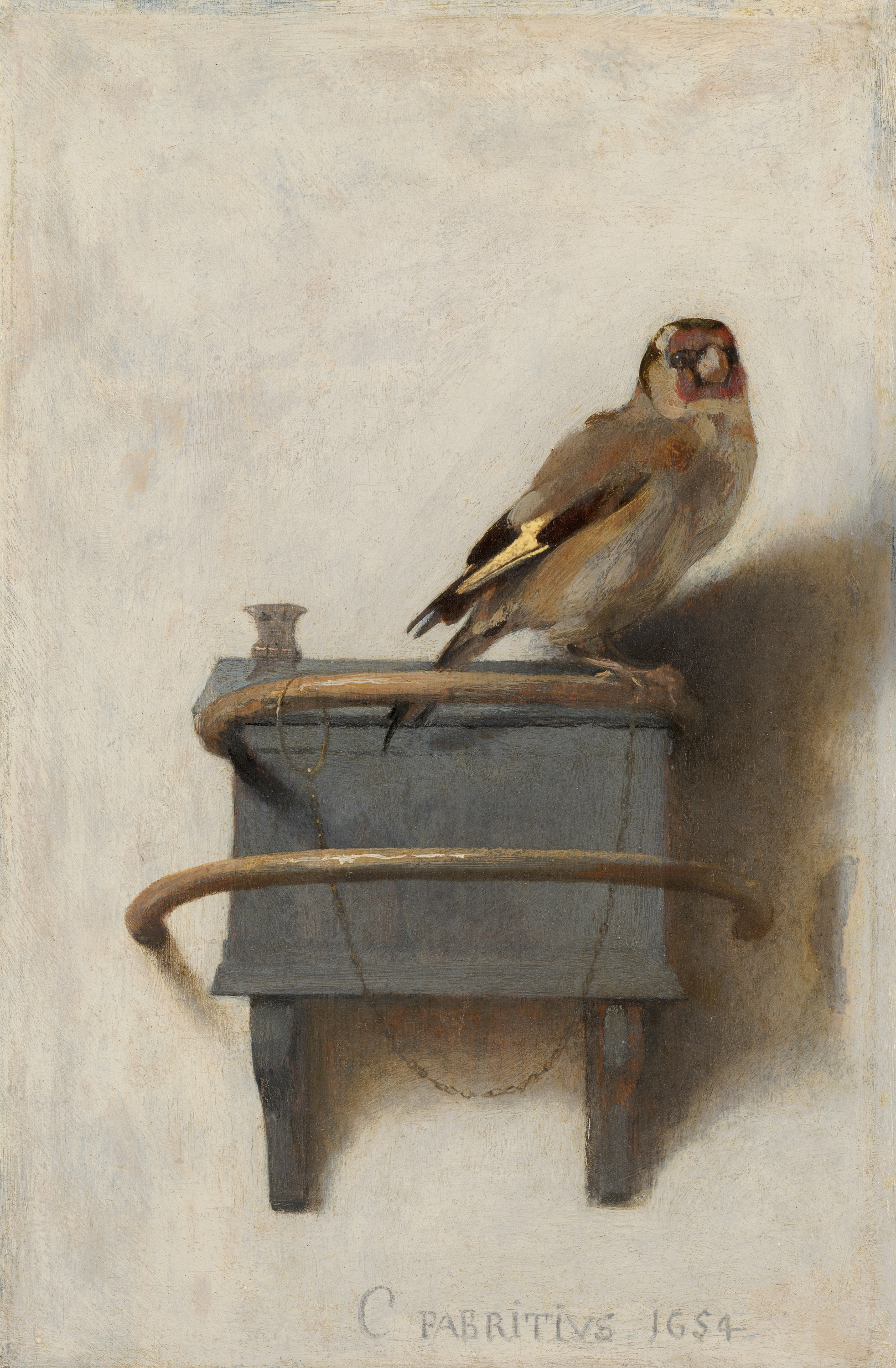
Steglitsan av Carel Fabritius.

Fabritius var verksam i Amsterdam och Delft. Han visar i sitt måleri, främst figurmåleri och genremåleri släktskap med Rembrandt och sägs ha varit dennes lärjunge. I ljusdunkelmåleriet använder han dock en annan måleriteknik än Rembrandt och lägger inte allt ljus på figurerna utan låter dem istället framträda som mörka figurer mot en ljus bakgrund. Bland de få arbeten, som man bevisligen vet är av Fabritius, märks några av det holländska genremåleriets främsta bilder Steglitsan (i Haag), Vakten (i Schwerin) samt Tobias och hans hustru (i Innsbruck).